# Hervormde kerk (Nijega)
De Hervormde kerk van Nijega is een kerkgebouw in Nijega in de Nederlandse provincie Friesland.

## Beschrijving
In 1850 is de middeleeuwse zaalkerk gedeeltelijk vernieuwd. In 1894 is de kerk gedeeltelijk herbouwd naar plannen van D.D. Duursma. In de toren van twee geledingen met ingesnoerde spits hangen twee klokken, waarvan een klok uit 1381 en een klok uit 1957 ter vervanging van een door de Duitse bezetter gevorderde klok uit 1783. In 1957 is het interieur naar plannen van J. Baart gerestaureerd. Het orgel dateert uit 1893. De kerk is een rijksmonument.

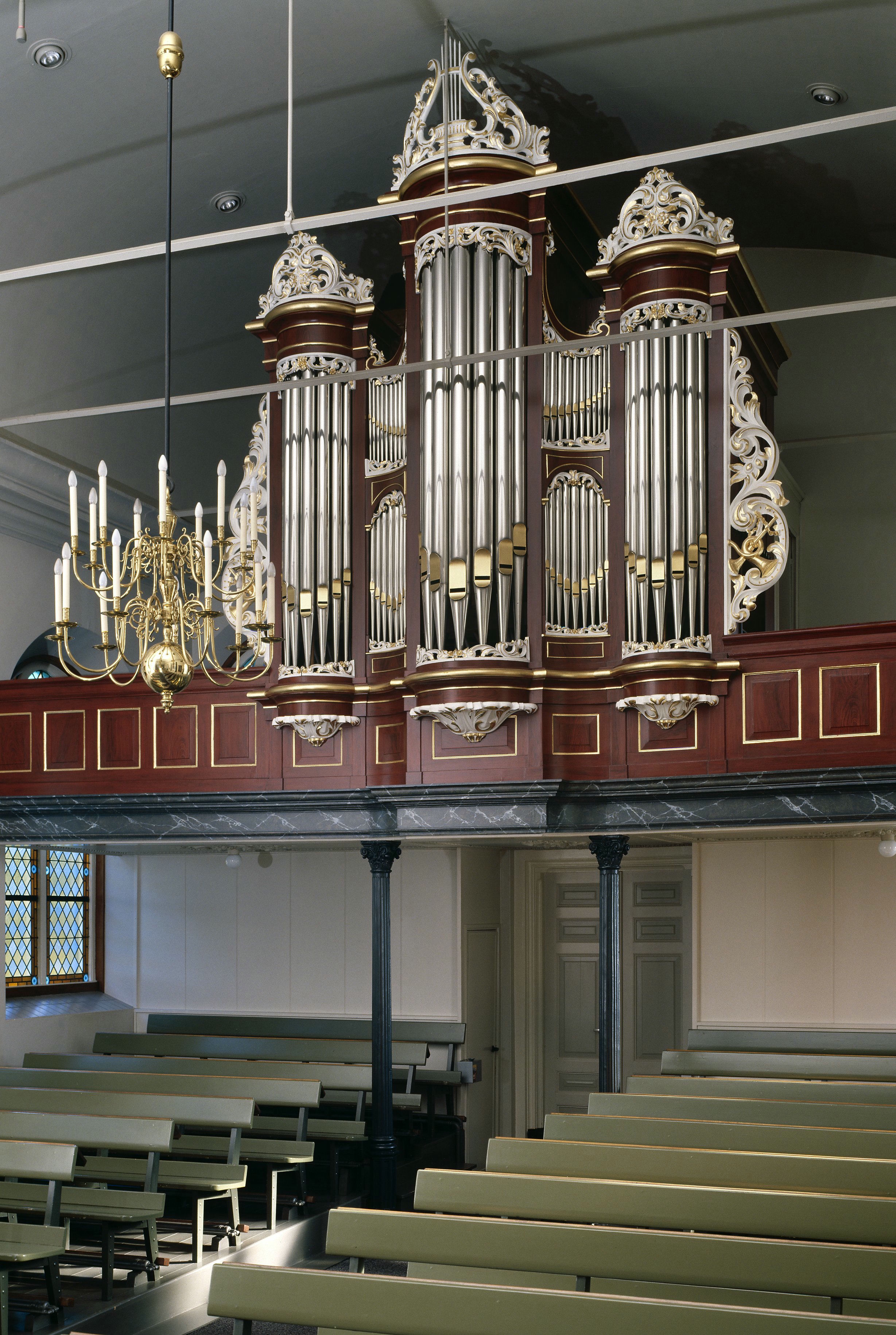
Interieur met orgel (2007)
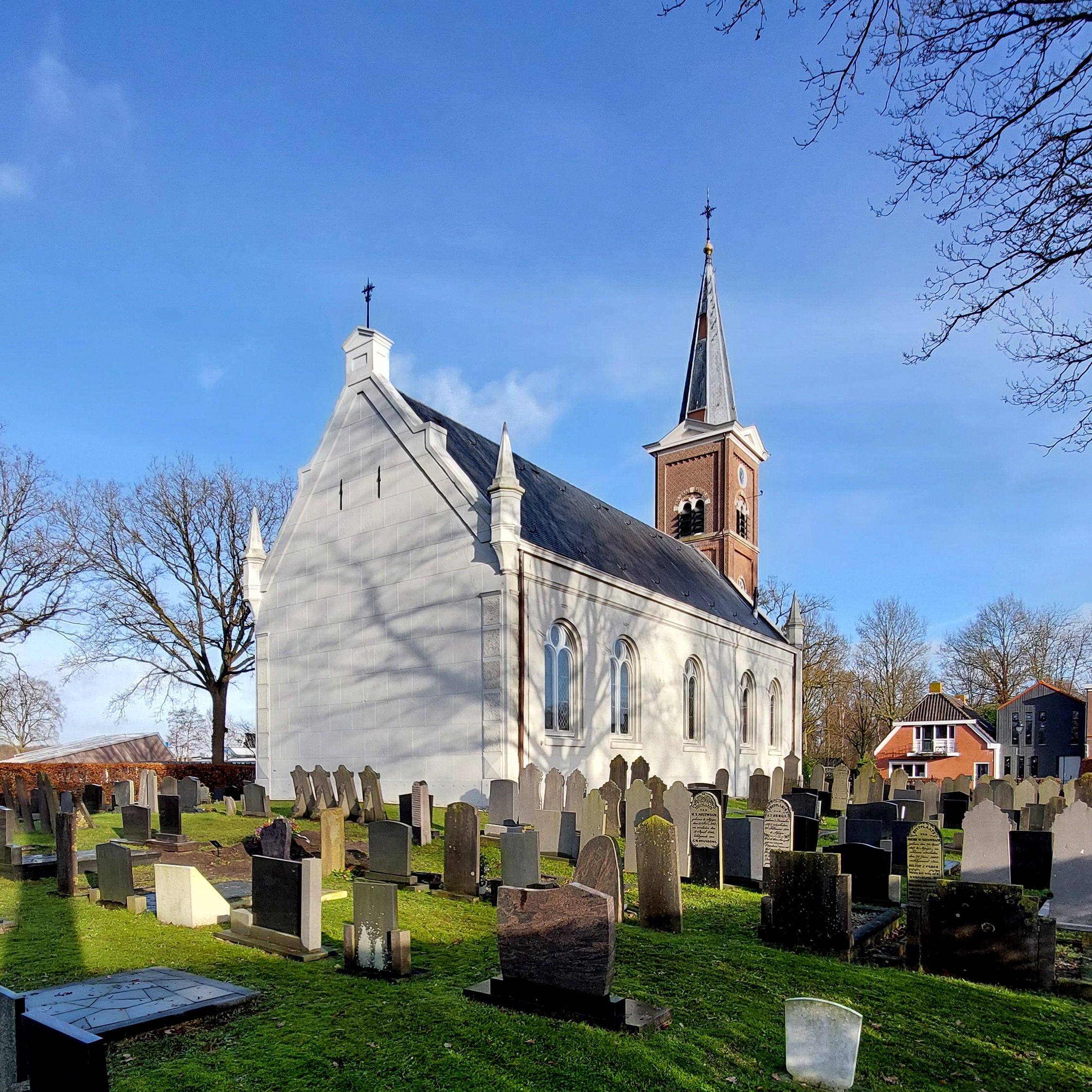
Kerk in 2022